# Diplazium aculeatum
Diplazium aculeatum là một loài dương xỉ trong họ Athyriaceae. Loài này được Alderw. mô tả khoa học đầu tiên năm 1918.